# Canton de Jumeaux
Le canton de Jumeaux était une division administrative française située dans le département du Puy-de-Dôme en région Auvergne. À la suite du redécoupage des cantons du département, appliqué le 25 février 2014 par décret, ce canton est supprimé.

## Géographie
Dans son ancienne organisation, ce canton était organisé autour de Jumeaux dans l'arrondissement d'Issoire. Son altitude varie de 393 m (Jumeaux) à 1 158 m (Peslières) pour une altitude moyenne de 556 m.

## Histoire
- De 1833 à 1848, les cantons de Jumeaux et de Sauxillanges avaient le même conseiller général. Le nombre de conseillers généraux était limité à 30 par département[1].
- Les redécoupages des arrondissements intervenus en 1926 et 1942 n'ont pas affecté le canton de Jumeaux.
- Le canton a été supprimé à la suite du redécoupage des cantons du Puy-de-Dôme, appliqué le 25 février 2014 par décret[2]. Toutes les communes sont rattachées au canton de Brassac-les-Mines.

## Représentation

### Conseillers généraux de 1833 à 2015
| Période | Période          | Identité                             | Étiquette           | Qualité                                                                                             |
| ------- | ---------------- | ------------------------------------ | ------------------- | --------------------------------------------------------------------------------------------------- |
| 1833    | 1848             | Jean Roux des Marandes (1791-1871)   |                     | Maire de Varennes-sur-Usson                                                                         |
| 1848    | 1852             | Toussaint Bravard                    | Gauche              | Médecin, officier de santé membre de l'Assemblée Constituante (1848-1849)                           |
| 1852    | 1856 (décès)     | Baron Joseph-Henri Girot de Langlade | Majorité dynastique | Magistrat, député (1834-1845) Pair de France (1845-1848)                                            |
| 1856    | 1870             | Antoine Vernière-Brès                |                     | Médecin, maire d'Issoire (1865-1871)                                                                |
| 1870    | 1871             | Jacques Charles Chomette             |                     | Notaire                                                                                             |
| 1871    | 1878 (démission) | Henri Laroche                        | Républicain         | Notaire, maire de Jumeaux (1871-1874, 1878-1879)                                                    |
| 1878    | 1889 (décès)     | Mathieu Salneuve                     | Républicain         | Avocat puis magistrat Député (1871) - Sénateur (1876-1889)                                          |
| 1889    | 1903 (décès)     | Jean-Louis Sauvat                    | Rad.                | Industriel, maire de Brassac-les-Mines                                                              |
| 1903    | 1919             | Jules Lamothe                        | Rad.                | Juge de paix à Brassac-les-Mines et directeur des hospices à Clermont-Ferrand                       |
| 1919    | 1925             | Charles Souligoux                    | RG                  | Médecin à Jumeaux                                                                                   |
| 1925    | 1931             | Jacques Simondet                     | SFIO                | Agriculteur - Maire d'Auzat-sur-Allier                                                              |
| 1931    | 1940             | Jean Fabre                           | SFIO                | Directeur d'école honoraire Maire de Brassac-les-Mines                                              |
|         |                  |                                      |                     | |
| 1942    | 1945             | Edouard Fontbonne                    |                     | Médecin Maire de Jumeaux Nommé conseiller départemental en 1942                                     |
|         |                  |                                      |                     | |
| 1945    | 1951             | Jean Fabre                           | SFIO                | Directeur d'école honoraire Maire de Brassac-les-Mines                                              |
| 1951    | 1970             | Alfred Fournet                       | SFIO                | Maire de Jumeaux (1945-1971)                                                                        |
| 1970    | 2001             | Gilbert Belin                        | SFIO PS             | Professeur d'arts plastiques Maire de Brassac-les-Mines (1971-2001) Sénateur (1974-1983, 1988-1992) |
| 2001    | 2015             | Yves-Serge Croze                     | DVD                 | Médecin Maire de Brassac-les-Mines (2014-2020)                                                      |

### Conseillers d'arrondissement (de 1833 à 1940)
| Période                                  | Période             | Identité                                | Étiquette | Qualité |
| ---------------------------------------- | ------------------- | --------------------------------------- | --------- | --- |
| 1833                                     | 1836                | Julien Bardy-Chevant                    |           | Négociant, maire de Jumeaux                                                                                 |
| 1836                                     | 1842                | Maurice Sadourny                        |           | Exploitant de mines à Auzat-sur-Allier                                                                      |
| 1842                                     | 1848                | Guillaume-Auguste-Austremoine Chevant   |           | Docteur, maire de Lamontgie                                                                                 |
| 1848                                     | 1859 (décès)        | Judes Desarrau                          |           | Notaire, maire de Brassac-les-Mines                                                                         |
| 17 juil. 1859                            | 1867                | Identité=Claude-Eugène-Amable Jusseraud |           | Garde-mines, maire de Brassac-les-Mines                                                                     |
| 1867                                     | 1871                | Jacques Chomette                        |           | Notaire à Lamontgie                                                                                         |
| 1871                                     | 1877                | Louis Chauvet                           |           | Docteur en médecine à Brassac-les-Mines                                                                     |
| 1877                                     | 1883                | Étienne Esbrayat                        |           | Ancien percepteur, négociant à Brassac-les-Mines                                                            |
| 1883                                     | 1889                | Jean Sauvat                             |           | Négociant à Brassac-les-Mines                                                                               |
| 1889                                     | 1893 (démission)    | François Reynard-Cassière (1851-1918)   |           | Percepteur, maire de Jumeaux                                                                                |
| 12 mars 1893                             | 1895                | Franck-Gilbert Robin                    |           | Clerc de notaire à Lamontgie                                                                                |
| 1895                                     | 1904                | François Delanef                        |           | Propriétaire à Lamontgie                                                                                    |
| 1904                                     | 21 fév.1905 (décès) | Jean Lignerat (1854-1905)               | Radical   | Maitre d'hôtel et cultivateur, maire de Brassac-les-Mines                                                   |
| avr.1905                                 | 1910                | Jean Chaussidière                       |           | Maire de Brassac-les-Mines                                                                                  |
| 1910                                     | 1919                | Pierre Merquiol                         | Radical   | Cultivateur et comptable, maire de Brassac-les-Mines                                                        |
| 1919                                     | 1934                | Jean-Baptiste Bourasset                 | SFIO      | Propriétaire à Lamontgie                                                                                    |
| 1934                                     | 1940                | Armand Amblard                          | SFIO      | Agriculteur, maire de Lamontgie                                                                             |
| 1940                                     |                     |                                         |           | Les conseils d'arrondissement ont été suspendus par la loi du 12 octobre 1940 et n'ont jamais été réactivés |
| Les données manquantes sont à compléter. |                     |                                         |           | |

## Composition
Le canton de Jumeaux groupait 11 communes et comptait 7 354 habitants (recensement de 2012 population municipale).
| Nom                      | Code Insee | Intercommunalité        | Superficie (km2) | Population (dernière pop. légale) | Densité (hab./km2) |
| ------------------------ | ---------- | ----------------------- | ---------------- | --------------------------------- | ------------------ |
| Jumeaux (chef-lieu)      | 63182      | CA Agglo Pays d'Issoire | 7,13             | 672 (2014)                        | 94                 |
| Auzat-la-Combelle        | 63022      | CA Agglo Pays d'Issoire | 12,74            | 2 099 (2014)                      | 165                |
| Brassac-les-Mines        | 63050      | CA Agglo Pays d'Issoire | 7,20             | 3 294 (2014)                      | 458                |
| Champagnat-le-Jeune      | 63079      | CA Agglo Pays d'Issoire | 9,39             | 135 (2014)                        | 14                 |
| La Chapelle-sur-Usson    | 63088      | CA Agglo Pays d'Issoire | 6,78             | 65 (2014)                         | 9,6                |
| Esteil                   | 63156      | CA Agglo Pays d'Issoire | 4,55             | 65 (2014)                         | 14                 |
| Lamontgie                | 63185      | CA Agglo Pays d'Issoire | 7,09             | 631 (2014)                        | 89                 |
| Peslières                | 63277      | CA Agglo Pays d'Issoire | 6,86             | 70 (2014)                         | 10                 |
| Saint-Jean-Saint-Gervais | 63367      | CA Agglo Pays d'Issoire | 14,39            | 121 (2014)                        | 8,4                |
| Saint-Martin-d'Ollières  | 63376      | CA Agglo Pays d'Issoire | 14,47            | 147 (2014)                        | 10                 |
| Valz-sous-Châteauneuf    | 63442      | CA Agglo Pays d'Issoire | 5,14             | 54 (2014)                         | 11                 |

## Démographie
| 1962  | 1968  | 1975  | 1982  | 1990  | 1999  | 2006  | 2011  | 2012  |
| ----- | ----- | ----- | ----- | ----- | ----- | ----- | ----- | ----- |
| 9 287 | 8 990 | 8 741 | 8 183 | 7 300 | 7 040 | 7 152 | 7 331 | 7 354 |